# 洛杉矶空军基地
洛杉矶空军基地（英語：Los Angeles Air Force Base, LAAFB）是美国空军在加利福尼亚州埃尔塞贡多的一处非航空用基地，是美国空军太空司令部空间导弹系统中心的所在地，主要负责空间军用系统的研究和开发。